# Jakob Nielsen (Schriftsteller)

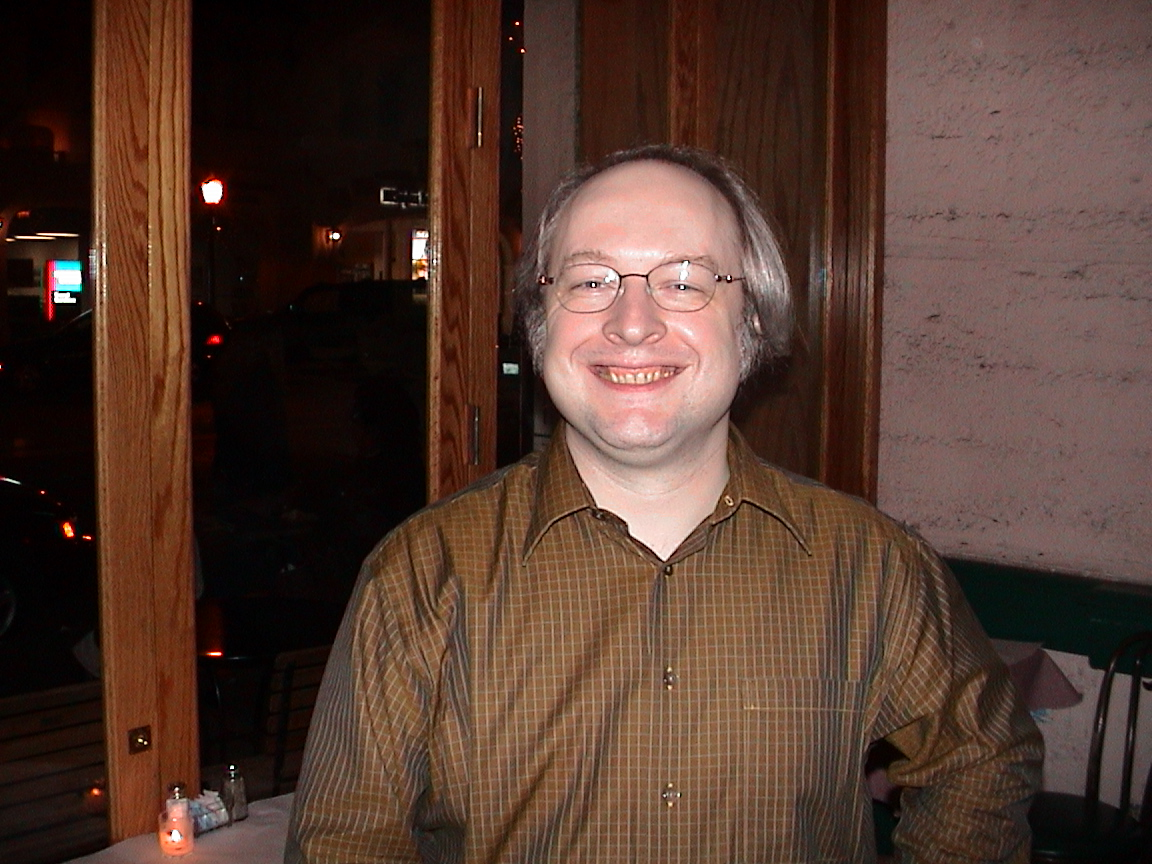
Jakob Nielsen (2002)

Jakob Nielsen (* 5. Oktober 1957 in Kopenhagen, Dänemark) ist ein dänischer Fachbuchautor, Redner und Berater im Bereich Software- und Webdesign-Gebrauchstauglichkeit. Er erlangte einen Doktorgrad (Ph.D.) im Design von Benutzerschnittstellen und Informatik an Dänemarks Technischer Universität. Nielsen arbeitete bei Bellcore, IBM und als „Senior Researcher“ bei Sun Microsystems. Bereits 1991 sagte Nielsen voraus, dass Hypertext die Zukunft des Designs von Benutzerschnittstellen sei und schrieb ein umfassendes Buch zu diesem Thema. Er aktualisierte das Buch im Jahre 1995 und berücksichtigte dabei den Erfolg des Webs.
Nachdem seine regelmäßig erscheinenden Artikel zum Thema Benutzerfreundlichkeit auf seiner Website große Aufmerksamkeit in den Medien erzeugt hatten, gründete er zusammen mit Donald Norman die Nielsen Norman Group, eine Beratungsfirma für Gebrauchstauglichkeit.
Heute wird Nielsen oft als eine der führenden Persönlichkeiten auf dem Gebiet der Benutzerfreundlichkeit genannt. Er ist für seine (oft strenge) Kritik an populären Webseiten bekannt. So bemängelt er zum Beispiel, wenn durch verspielte Details wie Animationen, Flash und Grafiken Benutzer behindert werden. Nielsen publiziert weiterhin einen zweiwöchentlich erscheinenden Newsletter, hat mehrere Bücher zum Thema Webdesign veröffentlicht und hält 79 US-Patente.
Nielsen hat 2006 die 90-9-1 Regel (auch: Ein-Prozent-Regel) zur Nutzung von Online-Communitys aufgestellt: 90 % der Nutzer lesen und schauen nur zu, 9 % der Nutzer beteiligen sich von Zeit zu Zeit, und nur 1 % der Nutzer tragen aktiv Inhalte bei; von ihnen stammen die meisten Beiträge.

## Karriere

### Sun Microsystems
Von 1994 bis 1998 war er Distinguished Engineer bei Sun Microsystems. Er wurde eingestellt, um Hochleistungs-Unternehmenssoftware benutzerfreundlicher zu machen, da sich die meisten seiner Projekte bei der Telefongesellschaft und IBM auf Großanwendungen konzentriert hatten. Aber glücklicherweise lautet die Jobdefinition eines Distinguished Engineer: "Man soll der weltweit führende Experte auf seinem Gebiet sein, also muss man herausfinden, was für das Unternehmen am wichtigsten wäre, woran man arbeiten kann". Daher verbrachte Dr. Nielsen schließlich die meiste Zeit bei Sun, um den aufkommenden Bereich der Web-Usability zu definieren. Er war der Usability-Leiter für mehrere Design-Runden der Website und des Intranets (SunWeb) von Sun, einschließlich des ursprünglichen SunWeb-Designs im Jahr 1994.

### Andere Aktivitäten
Nielsen ist Mitglied des Herausgebergremiums der Buchreihe Interaktive Technologien des Morgan Kaufmann Verlags.
Nielsen schreibt einen vierzehntäglich erscheinenden Newsletter, Alertbox, zu Fragen des Webdesigns und hat mehrere Bücher zum Thema Webdesign veröffentlicht. Nachdem seine regelmäßigen Artikel auf seiner Website über Usability-Forschung die Aufmerksamkeit der Medien auf sich zogen, gründete er zusammen mit seinem Kollegen Donald Norman das Usability-Beratungsunternehmen Nielsen Norman Group.

## Beitrag
Nielsen gründete die "Discount Usability Engineering"-Bewegung für schnelle und billige Verbesserungen von Benutzeroberflächen und hat mehrere Methoden der Benutzerfreundlichkeit erfunden, darunter die heuristische Evaluation. Er ist Inhaber von 79 Patenten in den Vereinigten Staaten, die hauptsächlich darauf abzielen, das Web benutzerfreundlicher zu machen.
Nielsen gab dem Nielsen-Gesetz seinen Namen, in dem er feststellte, dass die Netzverbindungsgeschwindigkeiten für High-End-Heimanwender um 50 % pro Jahr steigen oder sich alle 21 Monate verdoppeln würden. Als logische Konsequenz stellte er fest, dass, da diese Wachstumsrate langsamer ist als die durch das Mooresche Gesetz der Prozessorleistung vorhergesagte, die Benutzererfahrung bandbreitenbegrenzt bleiben würde.
Nielsen hat auch die fünf Qualitätskomponenten seiner "Usability-Ziele" definiert, die wie folgt lauten:
- Lernfähigkeit
- Effizienz
- Einprägsamkeit
- Fehler (wie bei niedriger Fehlerquote)
- Zufriedenheit

Nielsen ist von einigen Grafikdesignern kritisiert worden, weil er es versäumt hat, die Bedeutung anderer Aspekte der Benutzererfahrung wie Typografie, Lesbarkeit, visuelle Hinweise auf Hierarchie und Wichtigkeit und Augenanreiz auszugleichen.
Nielsen wurde in der Computer- und der Mainstream-Presse für seine Kritik an der Benutzeroberfläche von Windows 8 zitiert. Tom Hobbs, Creative Director der Designfirma Teague, kritisierte einige von Nielsens Punkten zu diesem Thema, und Nielsen antwortete mit einigen Klarstellungen. Die anschließende kurze und turbulente Geschichte von Windows 8, das am 26. Oktober 2012 veröffentlicht wurde, scheint Nielsens Kritik bestätigt zu haben: Die Verkäufe von Windows-basierten Systemen sind nach der Einführung von Windows 8 stark zurückgegangen; Microsoft veröffentlichte am 18. Oktober 2013 eine neue Version, Windows 8.1, um die zahlreichen Probleme zu beheben, die in Windows 8 festgestellt wurden, und später, im Juli 2015, Windows 10, eine vollständige Überarbeitung.
Nielsens Richtlinien aus dem Jahr 2012, dass Websites für mobile Geräte getrennt von ihren desktop-orientierten Gegenstücken gestaltet werden müssen, ist unter Beschuss geraten, sowohl von Scott Gilbertson von Webmonkey als auch von Josh Clark, der im .net-Magazin schreibt, und von Bruce Lawson von Opera, der im Smashing Magazine schreibt, sowie von anderen Technologen und Webdesignern, die sich für ein reaktionsschnelles Webdesign einsetzen. In einem Interview mit .net-Magazin erklärte Nielsen, dass er seine Richtlinien aus der Perspektive der Benutzerfreundlichkeit und nicht aus der Perspektive der Implementierung geschrieben habe. Allerdings scheint Nielsen die aufkommende Softwaretechnologie im Zusammenhang mit reaktionsfähigem Webdesign ignoriert zu haben, bei der ein einziger Codekörper zwar eine sorgfältigere Implementierung erfordert, aber auf Geräten verschiedener Bildschirmgrößen, von mobilen Bildschirmen bis hin zu Desktop-Monitoren, ausgeführt werden kann.

## Anerkennung
Im Jahr 2010 wurde Nielsen von Bloomberg Businessweek unter 28 "World's Most Influential Designers" aufgeführt.
In Anerkennung von Nielsens Beiträgen zu Usability-Studien verlieh SIGCHI ihm 2013 den Lifetime Practice Award.

## Werke
- Designing Web Usability: The Practice of Simplicity New Riders 1998, ISBN 978-1562058104
- Designing Web Usability (deutsche Ausgabe), Markt und Technik 2001, ISBN 978-3827268464
- Usability Engineering, Morgan Kaufmann 1993, ISBN 978-0125184069
- Multimedia, Hypertext und Internet. Grundlagen und Praxis des elektronischen Publizierens, Vieweg+Teubner 1996, ISBN 978-3528055257
- Homepage Usability: 50 Websites Deconstructed, New Riders Press 2001, ISBN 978-0735711020
- Homepage Usability: 50 enttarnte Websites, Markt und Technik 2004, ISBN 978-3827268471
- Prioritizing Web Usability, New Riders Press 2006, ISBN 978-0321350312
- Hypertext and Hypermedia, Morgan Kaufmann Pub 1993, ISBN 978-0125184113
- Eyetracking Web Usability, New Riders Press 2009, ISBN 978-0321498366
- Multimedia and Hypertext: The Internet and Beyond, Morgan Kaufmann 1995, ISBN 978-0125184083
- Mobile Usability, New Riders Press 10. Oktober 2012, ISBN 978-0321884480